# Resolution ES-10/19 der UN-Generalversammlung
Die Resolution A/RES/ES-10/19 der UN-Generalversammlung ist eine UN-Resolution zum Status Jerusalems. Der entsprechende Resolutionsentwurf A/ES-10/L.22 wurde von der Türkei und dem Jemen vorbereitet und in der Zehnten Dringlichkeitssitzung der Generalversammlung der Vereinten Nationen (10th Emergency Special Session) am 21. Dezember 2017 angenommen.

## Inhalt
Die Resolution ist eine Reaktion auf die am 6. Dezember 2017 erfolgte Anerkennung Jerusalems als Hauptstadt Israels durch die USA und der Ankündigung der US-Regierung, die US-amerikanische Botschaft in Israel von Tel Aviv nach Jerusalem verlegen zu wollen.
Die Resolution bekräftigt „mit dem Ausdruck ihres tiefen Bedauerns über jüngste Entscheidungen zum Status Jerusalems“ unter Artikel 1:

„dass alle Entscheidungen und Handlungen, die vorgeben, das Erscheinungsbild, den Status oder die demografische Zusammensetzung der Heiligen Stadt Jerusalem geändert zu haben, ohne rechtliche Wirkung und null und nichtig sind und unter Einhaltung der einschlägigen Resolutionen des Sicherheitsrats rückgängig gemacht werden müssen, und fordert in dieser Hinsicht alle Staaten auf, entsprechend der Resolution 478 (1980) des Rates keine diplomatischen Vertretungen in der Heiligen Stadt Jerusalem einzurichten.“

Unter den Staaten, die für die Resolution stimmten, waren neben Deutschland, Österreich, der Schweiz und Liechtenstein die meisten europäischen Staaten, die fünf BRICS-Staaten, alle arabischen Staaten und große Teile des afrikanischen Kontinents.